# Opština Čegrane
Die Opština Čegrane (albanisch Komuna e Çegranit; mazedonisch Општина Чегране) war eine Gemeinde in Nordmazedonien in der Region Polog im Nordwesten des Landes. Die Gemeinde wurde am 18. Dezember 1996 geschaffen und ging im Jahr 2004 in der Opština Gostivar auf.
Das administrative Zentrum der Gemeinde war der Ort Čegrane, daneben gehörten zur Gemeinde noch die Dörfer Forino, Korito und Tumčevište.
Nach der Volkszählung von 2002 hatte die Gemeinde 12.310 Einwohner, davon 12.075 Albaner (97,65 %) und 235 Mazedonier (2,35 %).